# Gylden furebambus
Gylden Furebambus (Phyllostachys aurea) er en vintergrøn busk med en opret, senere dog noget overhængende vækst. På grund af de korte jordstængler, danner planten længe en tue, men senere bliver den fladedækkende. Arten tåler temperaturer ned til minus 22 °C.

## Beskrivelse
Skuddene er leddelte, hule og runde i tværsnit, men fra og med de knæ, som bærer sideskud, er skuddet fladt eller furet oven over sideskuddet. Diameteren er 2-5 cm, afstanden mellem knæene er 15-30 cm og farven er i begyndelsen grøn, men i sol bliver den plettet gul. Sideskuddene sidder to-og-to ved knæene og er tynde, overhængende og ret korte. Også de er leddelte. 
Bladene sidder 2-3 på hvert sideskud. De er forholdsvis små, helrandede og elliptiske med langt tilløbende spids. Oversiden er lysegrøn med forsænket midterribbe, mens undersiden er mere grågrøn. Planten blomstrer efter mange års vækst og dør siden bort. Blomsterne er samlet i små bladdækkede aks, der danner små stande. De enkelte blomster er reducerede, og man ser mest de udhængende støvdragere. Frugterne er nødder.
Rodnettet består af korte jordstængler og grove, trævlede rødder. 
Højde x bredde og årlig tilvækst: 2,50 x 1,50 m (250 x 50 cm/år). Længdevæksten afhænger af det foregående års varmesum, og i hjemlandet bliver skuddene væsentligt højere (op til 4 m).

## Hjemsted
Gylden Furebambus er udbredt i bjergskove i provinserne Fujian og Zhejiang i Kina. Desuden er arten naturaliseret i det sydlige USA, Mellemamerika, Sydamerika, Australien og New Zealand. Arten optræder både som underskov og som pionerplante. 
Den er knyttet til voksesteder i fuld sol til halvskygge med en jord, som er fugtig, veldrænet og rig på humus og mineraler. I sit hjemland danner den bestande, som er næsten rene, dvs. uden andre planter overhovedet.
| Portal | Portal:Botanik |